# Elektronische Lohnsteuerabzugsmerkmale
Mit der Einführung der elektronischen Lohnsteuerabzugsmerkmale (ELStAM) wurde zum 1. Januar 2013 in Deutschland die Lohnsteuerkarte aus Papier durch ein elektronisches Verfahren ersetzt. Dieses Verfahren wird auch als „elektronische Lohnsteuerkarte“ bezeichnet.

## Inhalt der elektronischen Lohnsteuerabzugsmerkmale
Grob skizziert handelt es sich bei den elektronischen Lohnsteuerabzugsmerkmalen um die Angaben, die bislang auf der Vorderseite der Lohnsteuerkarte eingetragen waren:
- Steuerklasse,
- ggf. Faktor (bei Steuerklasse IV),
- Kirchensteuermerkmal,
- ggf. Kirchensteuermerkmal des Ehegatten/Lebenspartners
- Zahl der Kinderfreibeträge,
- Lohnsteuerfreibetrag und Hinzurechnungsbetrag

Nach der Definition in § 39 Abs. 4 EStG gehört das Kirchensteuermerkmal nicht zu den elektronischen Lohnsteuerabzugsmerkmalen. Es wird jedoch nach § 39e Abs. 2 EStG zusätzlich zu diesen gespeichert. Diese Datenspeicherung ist jedoch rechtlich umstritten, weil sie nach Ansicht von Fachleuten gegen verfassungs- und datenschutzrechtliche Bestimmungen verstößt (vgl. Abschnitt Datenschutz).
Im elektronischen Verfahren sind die elektronischen Lohnsteuerabzugsmerkmale und das Kirchensteuermerkmal in einer Datenbank beim Bundeszentralamt für Steuern (ELStAM-Datenbank) gespeichert und können durch jede Person mit einer Arbeitgeberberechtigung abgerufen werden. Für den Arbeitgeber sind grundsätzlich nur noch die elektronisch gespeicherten Daten verbindlich. Ändern sich diese Daten (z. B. bei einem Steuerklassenwechsel), wird dies durch eine Änderungsliste angezeigt. Diese wird dem Arbeitgeber am Anfang jeden Monats elektronisch zum Abruf bereitgestellt.

## Verfahren
Arbeitnehmer sollen zu Beginn einer neuen Beschäftigung ihrem Arbeitgeber folgende Informationen mitteilen:
- das Geburtsdatum
- die Steueridentifikationsnummer (IdNr.)
- ob es sich um das Haupt- oder um ein Nebenarbeitsverhältnis handelt
- ob und in welcher Höhe ein Lohnsteuerfreibetrag abgerufen werden soll

Der Arbeitgeber kann mithilfe dieser Angaben seine Arbeitnehmer in der ELStAM-Datenbank anmelden. Vom Bundeszentralamt für Steuern erhält der Arbeitgeber daraufhin elektronisch eine sog. Anmeldebestätigungsliste mit den aktuellen ELStAM der von ihm angemeldeten Arbeitnehmer. Mit den abgerufenen ELStAM kann dieser anschließend den individuellen Lohnsteuerabzug für seine Arbeitnehmer vornehmen. Kann der Arbeitgeber die ELStAM nicht abrufen (z. B. aufgrund einer vom Arbeitnehmer beantragten Sperrung), ist er verpflichtet, den Arbeitslohn nach Steuerklasse VI zu besteuern.
Bei Beendigung eines Beschäftigungsverhältnisses ist der Arbeitgeber verpflichtet, den Arbeitnehmer in der ELStAM-Datenbank abzumelden.

## Zuständigkeiten
Für die Änderung der ELStAM sind seit dem Jahr 2011 ausschließlich die Finanzämter zuständig.
Änderungen von melderechtlichen Daten (z. B. Heirat, Geburt eines Kindes, Kirchenein- oder Kirchenaustritt) werden nach wie vor durch die Meldebehörden vorgenommen. Diese übermitteln die geänderten Daten an das Bundeszentralamt für Steuern. Dadurch ist die Aktualität der ELStAM gewährleistet.

## Datenschutz
Die Übermittlung und Speicherung der Lohnsteuerdaten in der ELStAM-Datenbank erfolgt auf Grundlage des § 39e EStG sowie des § 139b AO. Nur die aktuellen Arbeitgeber dürfen die ELStAM abrufen. Mit Beendigung des Arbeitsverhältnisses entfällt diese Berechtigung.
Grundsätzlich müssen Arbeitnehmer keine Angaben zu Abrufberechtigungen des Arbeitgebers machen. Sie können jedoch beim Finanzamt beantragen, dass nur bestimmte Arbeitgeber ihre ELStAM abrufen können (Positivliste). Darüber hinaus haben sie die Möglichkeit, konkrete oder alle Arbeitgeber für den Abruf ihrer ELStAM auszuschließen (Teil- oder Vollsperrung). Dabei gilt es aber zu beachten, dass der Arbeitgeber im Falle einer Abrufsperre verpflichtet ist, den Arbeitslohn nach Steuerklasse VI zu besteuern.
Auskünfte darüber, welche ELStAM beim Bundeszentralamt für Steuern gespeichert sind und welche Arbeitgeber sie in den letzten zwei Jahren abgerufen haben, erhalten die Arbeitnehmer mit Beginn des Verfahrens im ELSTER-Online-Portal. Dazu ist eine Authentifizierung unter Verwendung der IdNr. notwendig. Eine eventuell bereits bestehende Authentifizierung anhand der herkömmlichen Steuernummer reicht nicht aus. Darüber hinaus können diese Auskünfte auch beim zuständigen Finanzamt eingeholt werden.
In der Literatur werden inzwischen verfassungs- und datenschutzrechtliche Fragen thematisiert, die bei der Gesetzgebung nicht reflektiert wurden. So ist umstritten, ob die Regelungen des Einkommensteuergesetzes zur Speicherung des Kirchensteuermerkmals rechtmäßig sind, da es sich bei dem Einkommensteuergesetz um ein Bundesgesetz handelt und die Kompetenz zur Gesetzgebung in Kirchensteuersachen allein den Ländern zusteht (Art. 140 GG i. V. m. Art. 137 Abs. 6 WRV). Eine Datenspeicherung auf Basis eines nicht verfassungskonformen Gesetzes verstößt gegen die Regelungen des Bundesdatenschutzgesetzes.